# Тимельовець асамський
Тимельове́ць асамський (Pterorhinus nuchalis) — вид горобцеподібних птахів родини Leiothrichidae. Цей рідкісний, малодосліджений вид мешкає в Індії і М'янмі.

## Поширення і екологія
Асамські тимельовці поширені в індійських штатах Аруначал-Прадеш, Ассам і Нагаленд та на півночі М'янми. Вони живуть в тропічних лісах і чагарникових заростях, на луках і пасовищах. Зустрічаються на висоті до 900 м над рівнем моря.

## Збереження
МСОП класифікує стан збереження цього виду як близький до загрозливого. Асамським тимельовцям загрожує знищення природного середовища.